# Der alte Mann und das Meer (1958)
Der alte Mann und das Meer (Originaltitel: The Old Man and the Sea) ist ein US-amerikanisches Filmdrama des Regisseurs John Sturges aus dem Jahr 1958, basierend auf dem gleichnamigen Roman von Ernest Hemingway, erstmals veröffentlicht 1952 in New York. Die Hauptrolle des Fischers Santiago ist mit Spencer Tracy besetzt.

## Handlung
Der alte kubanische Fischer Santiago hat seit 84 Tagen nichts gefangen. Zu seinem Unglück kommt hinzu, dass sein Lehrjunge Manolin von seinen Eltern zu erfolgreicheren Fischern geschickt wird. Trotzdem besucht Manolin den alten Mann jeden Abend, hilft ihm bei schweren Arbeiten, kümmert sich darum, dass er etwas isst und diskutiert mit ihm über Baseball, da Santiago ein Fan des berühmten Spielers Joe DiMaggio ist.
In der Hoffnung auf ein Ende seiner Pechsträhne fährt der alte Fischer eines Morgens weit in den Golf hinaus. Er legt seine Leinen aus, und tatsächlich beißt am Nachmittag ein Fisch, ein Marlin, an. Als erfahrener Fischer erkennt Santiago sofort, dass es sich um ein sehr großes Exemplar handelt, das man nicht einfach so ins Boot ziehen kann. Er will diesen Fisch unbedingt haben. Sein Erfolg wäre aber dadurch gefährdet, dass der Köderhaken, den der Fisch verschluckt hat, herausreißt oder die Leine zerreißt, bevor der Fisch erschöpft ist. So dämpft Santiago jeden Ruck des starken Fisches mit seinen zerschundenen Händen und seinem gebeugten Rücken. So vergehen zwei Tage und zwei Nächte. Die Gemütsverfassung des Fischers bekommt etwas Rauschhaftes, hervorgerufen durch die Entbehrungen, die Schlaflosigkeit und auch durch die zunehmende Bewunderung für den mächtigen Fisch. Dieser ist nicht mehr bloße Beute, in stiller Zwiesprache wird er Santiago fast zum Freund.
Nach hartem Kampf schafft es der völlig erschöpfte Fischer, das Tier längsseits zu ziehen und mit einer Harpune zu töten. Er bindet es seitlich an sein kleines Boot und segelt den langen Weg zum Hafen zurück. Zunächst schwelgt der alte Mann in seinem Erfolg, verkauft seine Beute in Gedanken bereits und sieht hungrige Menschen beim üppigen Festmahl. Dann jedoch beginnt die ernüchternde Realität. Auf dem langen Weg zurück lockt das Blut des toten Fisches verschiedene Haie an. Den ersten, einen großen Mako, kann Santiago mit der Harpune töten. Dabei verliert er die Waffe. Nach kleinen Anfangserfolgen kann er den Fisch nicht mehr gegen die vielen Aasfresser verteidigen, und bald haben die Haie das Fleisch des Marlins verschlungen. Nur das Skelett ist noch übrig. Mit sich hadernd geht Santiago, zuhause angekommen, sofort zu Bett und fällt in einen tiefen, traumlosen Schlaf.
Am nächsten Morgen schleicht eine Gruppe von Fischern um das Boot mit dem Skelett, an dessen Größe die Leistung des alten Mannes noch immer zu erkennen ist. Auch Touristen aus dem nahe gelegenen Café strömen herbei. Manolin, der sich um Santiago gesorgt hat, ist erleichtert, ihn schlafend vorzufinden. Als der alte Fischer erwacht, versprechen sie sich gegenseitig, wieder gemeinsam zu fischen. Beruhigt und noch immer erschöpft, schläft Santiago wieder ein und sieht in seinen Träumen Löwen, die sich an einem afrikanischen Strand tummeln.

## Form
Der Film ist aufwändig in Farbe und im Breitwandformat produziert. Zur Verfremdung der Traumszenen, für die Löwen, Delfine und andere Tiere gefilmt wurden, die Santiagos Fantasievorstellungen beleben, wurden verschiedene Tricklinsen verwendet, die im Film sonst nur selten eingesetzt werden. Für zusätzliche Kosten sorgten Unterwasseraufnahmen, in denen die Haie beim Angriff auf den erlegten Fisch gezeigt werden. Da viele Szenen im Studio in einem künstlichen Bassin vor einer Hintergrundprojektion gefilmt wurden und Santiagos Kampf mit dem Fisch nicht in der Totale, sondern nur in Nahaufnahmen gefilmt werden konnte, die erst durch die Montage das Szenario eines Kampfes entstehen lassen, beanstandeten diverse Kritiker, dass der Film trotz der hohen Herstellungskosten billig gemacht wirke.

## Produktion, Hintergrund
Die Dreharbeiten, die über einen Zeitraum von fast zwei Jahren gingen und im späten April begannen und bis Ende Juli 1956 andauerten sowie Mitte Juli bis Ende August 1957 fortgesetzt wurden, fanden vor Kuba und in Cabo Blanco (Peru)  statt. Die Produktion wurde von der Presse eingehend gewürdigt, da die Novelle Hemingways inzwischen den Status eines modernen amerikanischen Klassikers erlangt hatte. Die Probleme während der Produktion waren erheblich, das Wetter spielte nicht mit und ein Streit zwischen dem Produzenten Hayward und dem Regisseur Fred Zinnemann über das Drehbuch trug auch nicht gerade zur Besserung bei. Aus verschiedenen Gründen stieg Zinnemann, der von Viertel vorgeschlagen worden war, aus; so war er mit den Szenen, die auf dem Meer spielten, nicht einverstanden, und dass man dem Zeitplan so weit hinterherhinkte, missfiel ihm ebenfalls. Da die Schlechtwetterperiode nicht vorübergehen wollte, stoppte Hayward gezwungenermaßen die Produktion des Films. Es fiel dann die Entscheidung, im Warner Studio in Burbank zu drehen. Da dort erst einmal ein Bassin mit einem Wasservolumen von über zwei Millionen Liter Wasser gebaut werden musste, drehte Tracy zwischendurch noch mit Katharine Hepburn zusammen den Film Eine Frau, die alles weiß. Als er die Dreharbeiten für Der alte Mann und das Meer wieder aufnahm, hatte er das Interesse an diesem Film weitgehend verloren, seine ehemalige Begeisterung war wie weggewischt. Außerdem hegte er starke Zweifel, dass ein so langer Film, der einen einsamen alten Mann in einem kleinen Boot zeigt, die Zuschauer fesseln könne.
Ursprünglich hatte sich Humphrey Bogart für seine Produktionsfirma Santana Productions um die Filmrechte an Hemingways Roman bemüht. Bogart wollte den Film mit sich in der Hauptrolle und mit Nicholas Ray als Regisseur realisieren. Er bekam die Rechte jedoch nicht, und die Rolle ging schließlich an seinen Freund Spencer Tracy, nachdem auch Anthony Quinn im Gespräch war. Ernest Hemingway war gar nicht angetan von Tracy in der Rolle des Fischers. Tracy habe zu reich und zu wenig wie ein kubanischer Fischer ausgesehen. Während der immer wieder unterbrochenen Dreharbeiten kam es zu diversen Schwierigkeiten auch bedingt dadurch, dass Tracy wieder zu trinken begann und es sogar dazu kam, dass man ihn durch Ernest Borgnine ersetzen wollte.
Zudem lehnte Hemingway sowohl die erste Drehbuchfassung von Paul Osborn, der John Steinbecks Roman Jenseits von Eden für den Film angepasst hatte, als auch die von Paul Green ab und bestand darauf, dass sein Freund Peter Viertel, der bereits für Hemingways Roman Fiesta das Drehbuch geschrieben hatte, eine Überarbeitung vornahm. Osborn hatte den Charakter von Manolin aufgebaut, des kleinen kubanischen Jungen, der Santiago vergöttert, alle Rückblenden sowie den Erzähler der Geschichte gestrichen und eine Deliriumssequenz hinzugefügt. Viertel ließ sodann einen Erzähler aus dem Off parallel zur Geschichte auf der Leinwand Hemingways Text vorlesen, um so die Poesie von dessen Worten beizubehalten. Der zweite Entwurf Viertels fand dann auch Hemingways Zustimmung. Der Schriftsteller selbst fungierte als technischer Berater. Mary Hemingway, die vierte und letzte Ehefrau von Hemingway, hat im Film einen Cameo-Auftritt als Touristin.
Dimitri Tiomkin, der die später mit einem Oscar ausgezeichnete Filmmusik komponierte, setzte sich dafür ein, dass seine üppige, symphonische Partitur durch einen Titelsong ergänzt werden sollte, für den er sich Mahalia Jackson als Sängerin wünschte. Er wurde insoweit jedoch überstimmt.

## Veröffentlichung
Als der Film in Pasadena einem Testpublikum vorgestellt wurde, erhielt er von der Mehrzahl der Zuschauer eine hohe Punktzahl, sodass Warner Bros. ihn als Oscarkandidat ansah. Auch die meisten Kritiker reagierten positiv. Die Premiere des Films fand sodann am 7. Oktober 1958 in Los Angeles und in New York statt und startete am 11. Oktober 1958 allgemein in den Vereinigten Staaten. In der Bundesrepublik Deutschland wurde er am 17. Oktober 1958 veröffentlicht. In der Deutschen Demokratischen Republik am 22. Oktober 1965. In Westdeutschland lief er erstmals am 12. April 1968 im Fernsehen, in Ostdeutschland am 17. Mai 1981.
Veröffentlicht wurde er zudem in Japan, Dänemark, Argentinien, im Vereinigten Königreich, in Schweden, in der Türkei, in Finnland und in Ungarn. In Spanien wurde er 1967 im Fernsehen gezeigt. Veröffentlicht wurde er außerdem in Australien, Bulgarien, Brasilien, Kanada, Frankreich, Griechenland, Irland, Italien, Norwegen, Polen, Portugal, Rumänien. Serbien, der Sowjetunion und in Jugoslawien.
Der Film wurde am 21. September 2006 von Warner Home Video mit einer deutschen Tonspur auf DVD veröffentlicht.

## Nachbetrachtung
Die ursprünglich auf 2 Millionen Dollar angesetzten Kosten des Films explodierten auf über 5 Millionen Dollar (andere Quellen sprechen von etwa 6 Millionen Dollar), was einherging mit der unverhältnismäßig langen Zeit bis zur Fertigstellung. Angeblich war Tracy mit 30 % am Film beteiligt. Ein kommerzieller Erfolg blieb dem Film jedoch versagt. Zudem äußerte Hemingway sich in der Öffentlichkeit wenig nett über den fertigen Film, insbesondere im Hinblick auf den Kinderschauspieler, der den Manolin spielte. Aber auch über Spencer Tracy äußerte er sich negativ und meinte, dieser sehe aus, als würde er Gertrude Stein als einen alten, fetten Fischer spielen.
Alles in allem stellt der Film den seltenen Versuch eines großen Studios dar, Kunst zu schaffen. Die Vorzüge und Fehler des Films halten sich in etwa die Waage. James Wong Howes Farbkamera und Tiomkins bewegende Partitur sind oft atemberaubend aber auch widersprüchlich. Tracys Darstellung wird überwiegend als eine der besten seiner Karriere bezeichnet, jedoch gibt es auch Stimmen, die in seiner Rolle eine eher müde Nachahmung seiner Leistung aus dem Abenteuerfilm Manuel von 1937 sehen. Strittig ist auch die Tonaufnahme von Tracys Stimme, die über einzelne Filmszenen gelegt worden ist, da diese oft das beeinträchtige, was in rein visueller Weise effektiver hätte ausgedrückt werden können. Alles in allem sei der Film jedoch sehr nah an Hemingways Novelle sowohl die Geschichte betreffend als auch im Geist angelegt worden.

## Kritiken
Die meisten Kritiker reagierten bei der amerikanischen Erstaufführung seinerzeit positiv. So befand beispielsweise die Los Angeles Times, dass es sich um einen der „schönsten Filme aller Zeiten“ handele und die New Yorker Organisation National Board of Review schrieb vom „besten Film des Jahres“. Auch Bosley Crowther von der New York Times fand lobende Worte und meinte, dass Tracy überzeugend alt aussehe mit seinen kurz geschnittenen weißen Haaren und dem Bart und die knarrenden schmerzhaften Bewegungen eines alten steifen Mannes beeindruckend demonstriere ebenso wie die Urkraft, die ihm innewohne, sodass das Herz bluten könne für diesen alten Kerl mit den zerrissenen Händen.
Im Spiegel war seinerzeit zu lesen, dass Regisseur John Sturges „der irrigen Auffassung“ aufgesessen sei, „daß es möglich sein müsse, Hemingways Dichtung – das altersweise Gleichnis von der glückseligen Vergeblichkeit menschlichen Mühens – mit konventionellen Mitteln in den Film zu überführen, nachdem Fred Zinnemann […], der das Opus zunächst inszenieren sollte, abgedankt hatte“. Weiter hieß es, „eine dicke Schicht aus üppigem Warner-Color und breiig-ohrenstopfender Dokumentarfilm-Musik lager[e] über dem kunstvoll einfältigen Zwiegespräch des alten Mannes mit Meer und Fisch und sich selbst“. Allerdings sei, „wie auch bei anderen unzureichenden Filmversionen Hemingwayscher Stoffe, die Kraft des Originals immer noch zu wittern“. Zwar ähnele Spencer Tracy dem Buchporträt des alten Mannes nicht, „bewältig[e] aber die anspruchsvolle Partie so gut, wie es bei der Verfilmung eines unverfilmbaren Stoffes möglich“ sei.
Jeff Stafford schrieb bei Turner Classic Movies, dass die mit dem Pulitzer-Preis ausgezeichnete Novelle Hemingways trotz der vereinfachten Handlung auch als Allegorie wirke und Santiagos edle Schlacht mit alttestamentlichen Parallelen den Fischer als ein Alter Ego für Hemingway symbolisiere, der kämpfte, um seinen früheren Ruhm und seine Kraft als Schriftsteller in seinen späten Jahren wieder zu erreichen. Die Geschichte habe sich für Hollywood als unwiderstehlich erwiesen, aber ihre Reise auf die Filmleinwand habe sich als so schwierig und schwer fassbar herausgestellt wie Santiagos Versuche, des riesigen Marlins habhaft zu werden.
Der film-dienst bezeichnete die Hemingway-Adaption als eine „[t]extgetreue, aber der Atmosphäre und dem literarischen Rang nur teilweise gerecht werdende Verfilmung von Hemingways gleichnamigem Kurzroman“. Spencer Tracy sei in der Titelrolle „vorzüglich“, der Film jedoch „überdenkenswert in den spirituellen Dimensionen“. Der Evangelische Filmbeobachter sprach von „einer Verfilmung, die auf anerkennenswerte Weise der handlungskargen, filmisch an und für sich nicht reizvollen Vorlage gerecht wird und ab 14 empfohlen werden kann“.
„Mit dieser großartigen Einmannshow widerlegten Spencer Tracy und Regisseur John Sturges all jene, die Ernest Hemingways Erzählung stets für unverfilmbar hielten“, befand Cinema und zog das Fazit, Tracy habe ein „[g]randioses Spiel“ abgeliefert.

## Auszeichnungen
- Oscar 1959: erhalten in der Kategorie „Beste Filmmusik“, nominiert in den Kategorien „Bester Hauptdarsteller“ (Tracy) und „Beste Kamera“ (Farbfilm, James Wong Howe)
- Golden Globe: Nominierung in der Kategorie „Bester Hauptdarsteller“ – Drama (Tracy)
- Golden Laurel: 1. Preis in der Kategorie „Beste Kamera“, 2. Preis in der Kategorie „Beste Filmmusik“
- Blue Ribbon Award 1959: „Bester ausländischer Film“
- National Board of Review 1958: „Bester Film“, „Bester Hauptdarsteller“ (Tracy)

## Synchronisation
Die deutsche Synchronfassung entstand 1958 durch die Deutsche Mondial Film GmbH.
| Rolle    | Darsteller     | Synchronsprecher |
| -------- | -------------- | ---------------- |
| Santiago | Spencer Tracy  | Hans Hinrich     |
| Martin   | Harry Bellaver | Ernst Konstantin |
| Erzähler | Spencer Tracy  | Mathias Wieman   |

## Weitere Verfilmungen des Romans
Der Roman von Ernest Hemingway wurde 1990 mit Anthony Quinn in der Hauptrolle auch für das Fernsehen adaptiert. Regie führte Jud Taylor. Im Jahr 1999 erschien der animierte Kurzfilm The Old Man and the Sea, der ebenfalls auf Hemingways Vorlage basiert und für den der aus Russland stammende Alexander Petrow einen Oscar in der Kategorie „Bester animierter Kurzfilm“ erhielt.